# پنانگ هیل
پنانگ هیل یا تپه پنانگ، یک گردشگاه در ارتفاعات است که شامل تعدادی از بلندترین نقاط در جزیره پنانگ مالزی می‌باشد. این بخش در منطقه ایر ایتام، به فاصلهٔ ۹ کیلومتری از سمت غرب جرج تاون واقع شده است. پنانگ هیل همچنین در زبان مالایی به نام بوکیت بندرا معروف است که در واقع به تپه فلگ استاف، توسعه یافته‌ترین قله اشاره دارد. یکی از بلندی‌ها به تپه استراوبری یا تپه توت فرنگی معروف است که هم چنین نام خانهٔ متعلق به فرانسیس لایت، بانی مستعمره پنانگ، بود. پنانگ هیل مرتفع‌ترین مکان در ایالت پنانگ است.
منطقهٔ پنانگ هیل تعدادی از تپه را در بر گرفته است، با بلندترین نقطه در وسترن هیل یا تپه غربی که ارتفاعش ۸۳۳ متر بالاتر از سطح دریاست. پنانگ هیل به‌طور واضح از پست‌ترین سطوح منطقه به عنوان ناحیه تپه‌ای و منطقهٔ جنگلی، خود را نمایان می‌سازد. در دورهٔ استعمار بریتانیا به عنوان استراحتگاه مورد استفاده قرار می‌گرفت و اکنون یک مقصد گردشگری محبوب در پنانگ است.
با ترابری ریلی پنانگ هیل از ایستگاه مبدأ در خیابان می‌توان به بالاترین نقطه تپه دسترسی پیدا نمود. تا امروز، از این نوع سیستم ریلی تنها همین یک نمونه در مالزی در حال فعالیت است و در سال ۲۰۱۴، بیش از یک میلیون بازدید کننده را به بالای پنانگ هیل منتقل نمود.

## پیشینه
کاپیتان فرانسیس لایت، بانی مستعمرهٔ پنانگ، در سال ۱۷۸۸ ابتدا یک مسیر اسب سواری از آبشار باغ گیاه‌شناسی پنانگ تا بالای تپه طراحی نمود. وی یک ناحیه را به منظور رشد توت فرنگی صاف و مهیا نمود و بدین ترتیب به نام تپه استراوبری یا تپه توت فرنگی معروف شد.
هر چند نام رسمی پنانگ هیل، فلگ استاف هیل بود که در عین حال در نام مالایی خود بوکیت بندرا (در اصل «فلگ هیل») بازتاب یافته بود. این نام به دکل پرچمی که در بیرون «بل رتیرو»، محل سکونت حکمران پنانگ که توسط فرانسیس لایت در سال ۱۷۸۹ ساخته شد، اشاره داشت. هرچند، منطقه به صورت وسیعی به عنوان پنانگ هیل معروف است، که در واقع یک اصطلاح کلی است و شامل تعدادی تپه می‌شود، با این حال نامهای دیگر همانند فلگ استاف هیل و استراوبری هیل برای ارتفاعات خاص منطقه مورد استفاده قرار می‌گیرد.

## جغرافیا

### ویژگی‌های جغرافیایی
پنانگ هیل در اصل یک تودهٔ گرانیتی پر از پستی و بلندی است. نظم و ترتیب تپه‌ها طوری است که مرتفع‌ترین نقطه در سمت بخش انتهای شمالی، وسترن هیل با ارتفاع ۸۳۳ متر بالاتر از سطح دریا می‌باشد. به غیر از وسترن هیل، تعدادی ارتفاعات و تپه به نامهای بوکیت لکسامانا، تایگر هیل، فلگ استاف هیل، تپه هلیبرتون، فرن هیل، استراوبری هیل و گاورمنت هیل در منطقه وجود دارد.

### بهره بری
به دلیل اینکه پنانگ هیل دارای محیط خنک تری است، یک خلوتگاه دنج برای گذران روزهای تعطیل بوده است. تعدادی خانهٔ ویلایی در اطراف فلگ استاف هیل ساخته شده بود. بخش شمالی تپه‌ها به نحو مناسبی توسعه نیافته بودند. گاورنمنت هیل، بوکیت تیما و برخی دیگر برای حوضهٔ آبریزی تعیین شده‌اند و هیچ گونه تغییرات و توسعه ای در آنجا مجاز نیست.

### دسترسی

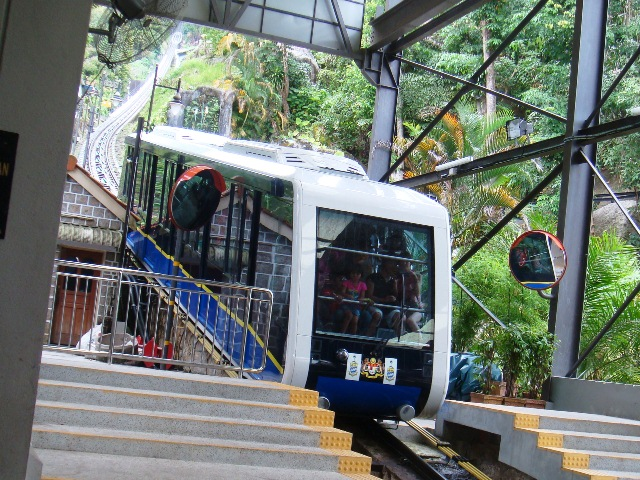
تراموای پنانگ هیل

راحت‌ترین روش برای رسیدن به بالای پنانگ هیل استفاده از تراموای پنانگ هیل، یک قطار کابلی از ایر ایتام به نوک تپه فلگ استاف، است. پیشتر، طی نمودن مسافت ۲۰۰۷ متری حدود نیم ساعت وقت می‌برد و تراموا ممکن بود در صورت نیاز در ایستگاه‌های میانی توقف کند. با این حال، با بهبودسازی سیستم، این امکان به وجود آمده است که این مسافت طی پنج تا ده دقیقه بدون هیچ توقفی در ایستگاه‌های میانی انجام پذیرد.
در زمانی که این مطلب توسط نگارنده اصلی درج شده است، هزینه بلیط رفت و برگشت برای مالزی‌ها، مبلغ ۱۲ رینگیت برای بزرگسالان و ۶ رینگیت برای خردسالان دارای سن بین ۳ تا ۱۲ سال بوده است. برای گردشگران خارجی، هزینه بلیط رفت و برگشت برای بزرگسالان ۳۰ رینگیت و برای خردسالان دارای سن ۷ تا ۱۲ سال مبلغ ۱۵ رینگیت خواهد بود. سالمندان و دانش آموزان از نرخ ۶ رینگیت بابت هر نفر بهره‌مند می‌شوند. استفاده از تراموا کماکان برای افراد معلول دارای کارت او کی یو (اختصار عبارت معلولان به زبان مالایی) رایگان باقی مانده است. ساکنان منطقهٔ پنانگ هیل، کاسب‌ها و دستفروش‌ها و کارگران دارای مجوز، می‌توانند بلیط استفادهٔ یک ماه را به مبلغ ۲۸ رینگیت خریداری نمایند. گیشهٔ فروش بلیط هر روز در ساعت شش و نیم صبح باز و در ساعت ده و نیم شب بسته خواهد شد.
از سوی دیگر، جاده آسفالتی که در نزد عوام به نام «جیپ رو» معروف است وجود دارد. این جاده فقط برای تردد ساکنان تپه است. هم چنین از جاده «جیپ رو» برای علاقمندان موتورسیکلت‌های مخصوص جاده‌های صعب العبور در تردد از مناطق شیب دار استفاده می‌شود. این راه یک مسیر کوهنوردی محبوب است.

## وضعیت آب و هوا

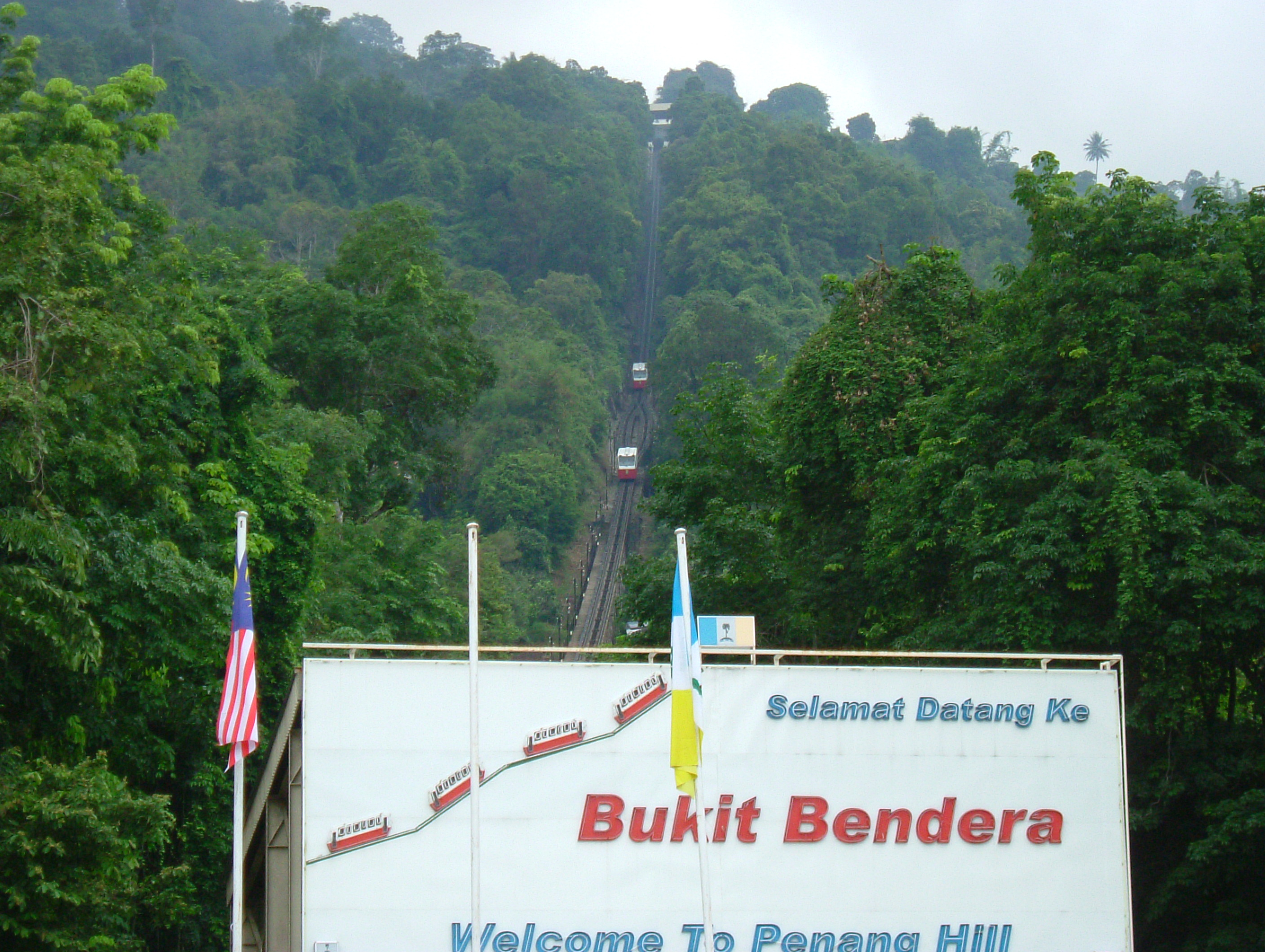
پنانگ هیل

مهم‌ترین ویژگی پنانگ هیل برخورداری از شرائط جوی خنک تر می‌باشد. ناحیه اصلی قله دارای درجه حرارت متوسطی بین ۲۰ تا ۲۷ درجه سانتی گراد است. میانگین کمترین دما همواره زیر ۲۱ درجه سانتی گراد است. گرمترین ماه‌ها بین دسامبر و آوریل هستند در حالی که خنک‌ترین ماه‌ها بین ژوئن و اکتبر می‌باشند. به‌طور کلی این بخش ۵ درجه خنک تر از جرج تاون می‌باشد.

## زیستگاه گیاهان و جانوران

### گیاهان
رایج‌ترین پوشش گیاهی یافت شده در پنانگ هیل پوشش تودهٔ گیاه دوبال‌میوگان است.
پنانگ هیل از لحاظ اهمیت علمی، به عنوان نوعی پایگاه بسیاری از گونه‌های گیاهی مالزی است. در گذشته، گیاه شناسان به اینجا می‌آمدند تا گیاهان را برای، طبقه‌بندی سیستماتیک گیاهان خشک، گردآوری کنند.

### جانوران
جانوران از گونه پستانداران با جثه بزرگ در پنانگ هیل یافت نمی‌شود. گرازها، گونه‌های جانوری پستاندار با جثهٔ متوسط و کوچک از قبیل میمون‌ها و سنجاب‌ها و حشره خواران درختی می‌تواند قابل مشاهده باشد. برخی گونه‌های جانوری که در این تپه‌ها مشاهده شده‌اند شبزی هستند. این گونه‌ها شامل گربه زباد، پوست گستر، زباد نخلی آسیایی و خفاشها می‌باشند.

## جذابیت‌ها

### زیستگاه طبیعی پنانگ هیل
زیستگاه طبیعی پنانگ هیل، کاملترین و آموزشی‌ترین تجربهٔ زیستن در جنگلهای بارانی مالزی را در دسترس قرار می‌دهد و به فاصله کمتر از ۱۰ کیلومتر از سایت میراث جهانی یونسکو جرج تاون در پنانگ واقع شده است.

### قفل عشق
گردشگاه عاشقان در ایوان چشم‌انداز بوکیت بندرا با ارتفاع ۸۲۳ متر بالاتر از سطح دریا واقع شده است. این بخش در روز ولنتاین سال ۲۰۱۴ راه اندازی گردید، بازدید کننده‌ها می‌توانند قفل‌هایی را که تهیه نموده‌اند، با سلیقهٔ خودشان در امتداد نرده قفل نمایند.

### ایوان تماشاگاه
در قلهٔ تپه نزدیک ایستگاه تراموا، بر نکات تجربه لذت بخش بازدید کننده‌ها، استفاده بیشینه از مناظر حیرت‌آور و در دسترس قرار دادن محیط مورد نیاز تمرکز شده است.